# Бостон селтикси
Бостон селтикси (енгл. Boston Celtics) амерички су кошаркашки клуб из Бостона, Масачусетс. Играју у НБА лиги (Атлантска дивизија).
Селтикси су основани у Бостону 1946. и на почетку су се такмичили у лиги Кошаркашке асоцијације Америке (БАА), а у НБА лиги се такмичи од њеног оснивања 1949. Предвођени тренером Редом Ауербаком, Селтикси су прву титулу освојили 1957, а у периоду од 1959. до 1966. везали су осам узастопних титула, а затим још и 1968, 1969, 1974. и 1976. Са Ларијем Бердом, новом звездом, и уз нове ривале Лос Анђелес лејкерсе, Селтикси су освојили првенства 1981, 1984. и 1986. и играли у још два финала. Последњу титулу клуб је освојио 2024.
Селтикси заузимају прво место по броју освојених титула у НБА лиги (18). Од 1986. су закључно са 18. јуна 2024. наступали у 4 финала, од којих су 2008. и 2024. освојили.